# Trachemys
Trachemys és un gènere de tortugues d'aigua de la família Emydidae originàries d'Amèrica.

## Taxonomia
- Trachemys adiutrix Vanzolini, 1995
- Trachemys callirostris (Gray, 1855)
- Trachemys decorata (Barbour & Carr, 1940)
- Trachemys decussata(Gray, 1831)
- Trachemys dorbigni (Duméril & Bibron, 1835)
- Trachemys emolli (Legler, 1990)
- Trachemys gaigeae Hartweg, 1939
- Trachemys nebulosa (Van Denburgh, 1895)
- Trachemys ornata (Gray, 1831)
- Trachemys scripta (Thunberg in Schoepff, 1792) - (Tortuga de Florida)
- Trachemys stejnegeri (Schmidt, 1928)
- Trachemys taylori(Legler, 1960)
- Trachemys terrapen (Bonnaterre, 1789)
- Trachemys venusta (Gray, 1855)
- Trachemys yaquia (Legler & Webb, 1970)